# Jürgen Heyer
Jürgen Heyer (* 15. Dezember 1944 in Peckelsheim) ist ein deutscher Politiker der SPD. Er war von 1998 bis 2003 Abgeordneter im Landtag von Sachsen-Anhalt.

## Leben und Beruf
Heyer machte seinem Abitur im Jahr 1964 in Essen.
Von 1966 bis 1970 studierte er Rechtswissenschaft in Tübingen und Berlin. Im Jahr 1970 legte er sein erstes Staatsexamen und 1975 sein zweites Staatsexamen ab. Anschließend war er bis 1989 Richter in Berlin. 1984 promovierte Heyer an der Freien Universität Berlin zu dem Thema Betriebliche Normsetzung und Tarifautonomie. Heyer ist verheiratet und hat eine Tochter.
In den Jahren 1989 bis 1991 arbeitete er in der Senatsverwaltung für Justiz in Berlin.
Anschließend war er im Justizministerium in Brandenburg bis 1992 tätig. Von 1992 bis 1994 arbeitete er im Ministerium für Wohnungswesen, Städtebau und Verkehr in Brandenburg. Seit Februar 2003 ist er als selbstständiger Berater tätig. Im November 2012 wurde Heyer zum Präsidenten des Deutschen Verbandes für Wohnungswesen, Städtebau und Raumordnung e. V. gewählt und blieb bis November 2018 in dieser Funktion. Im Jahr 2013 erhielt er die Zulassung als Rechtsanwalt und ist als „Of Counsel“ bei der Rechtsanwaltskanzlei GSK Stockmann am Berliner Standort tätig.

## Partei
Im Jahr 1967 gehörte er dem Bundesvorstand der Sozialistischen Jugend Deutschlands – Die Falken an. Heyer trat im Jahr 1972 in die SPD ein.

## Abgeordneter
Heyer war in der Zeit von 1998 bis zu seiner Mandatsniederlegung am 13. Dezember 2003 Abgeordneter im Landtag von Sachsen-Anhalt und vertrat den Wahlkreis Havelberg-Osterburg. Nach seinem Ausscheiden aus dem Landtag rückte Hans-Christian Sachse nach.

## Öffentliche Ämter
Von 1994 bis zum Regierungswechsel 2002 war Heyer Minister für Wohnungswesen, Städtebau und Verkehr in Sachsen-Anhalt. In Kritik geriet Heyer im Zusammenhang mit der Besetzung eines Postens (sog. Vorzimmer-Affäre) in seinem Ministerium. Dieser Sachverhalt war auch Gegenstand eines parlamentarischen Untersuchungsausschuss im Landtag Sachsen-Anhalt. Als Minister unterzeichnete er Ende Februar 2002 einen umstrittenen milliardenschweren Vertrag über den Regionalverkehr mit der Deutschen Bahn, der später wieder rückgängig gemacht wurde. Heyer jedoch wurde im Jahr 2003 in den Aufsichtsrat der (damaligen) DB-Tochter Scandlines berufen.

## Sonstiges
- Mitglied der ÖTV seit 1972
- Mitglied der IG Bau seit 1984
- Vorsitzender des Aufsichtsrates der WBM Wohnungsbaugesellschaft Berlin-Mitte mbH von 2007 bis 2014[8]
- Präsident des Deutschen Verbandes für Wohnungswesen, Städtebau und Raumordnung seit dem Jahr 2012[9]